# روث والر
روث والر (بالإنجليزية: Ruth Waller)‏ هي منافسة ألعاب القوى أمريكية، ولدت في 6 مارس 1984.